# Ryssota
Ryssota é um género de gastrópode  da família Euconulidae.
Este género contém as seguintes espécies:
- Ryssota otaheitana
- Ryssota pachystoma
- Ryssota zeus